# 군사작전

벌지 전투의 작전

군사작전(軍事作戰, 영어: military operation) 또는 간단히 작전은 어떤 목표를 달성하기 위해 전략 계획에 따라 실행되는 전투 행동을 말하는 군사 용어이다.

## 개요
전략과 작전 목표를 달성하기 위하여 부대의 일련의 행군, 공격, 방어, 후퇴, 보급 등 전투 행동이다. 작전에는 작전 전략(Operational strategy)에 따라 수립되는 작전 계획(OPLAN, Operation Plan)이있다. 작전 계획은 전략을 보다 효과적으로 하기 위한 정량적인 연구로, 전략 연구(Operations Research) 등의 전술 연구에 근거한다. 또한 특정 방면에서 일련의 전략 집합을 대체로 방면 전략 또는 전역(Campaign)이라고 한다. 작전 계획의 입안 과정에서 먼저 전략적이고 전술적인 상황 판단을 하여 결심을 한다. 주어진 임무, 보유한 전투력, 작전 지역의 지형과 기상 등의 정보를 종합적으로 고려하여 작전 견적(Operational estimate)을 하고, 구체적인 공격 목표 등이 결정되고 실시된다. 이 일련의 작전지도 기술은 전략술(Operational arts)이라고 불린다.

## 같이 보기
- 군사 작전계획
  - 작계 5027(OPLAN 5027)
  - 작계 5029(OPLAN 5029)
  - 작계 1003-98(en:U.S. Central Command OPLAN 1003-98, 이라크 침공 사전계획안)
- 단일통합 작전계획(en:Single Integrated Operational Plan, SIOP)
  - 작계 8010(OPLAN 8010)
  - 작계 8044(OPLAN 8044)
- 미국 색부호 전쟁 계획(en:United States color-coded war plans, 레인보우 전쟁 계획)
  - 오렌지 전쟁 계획(영어판)
  - 블랙 전쟁 계획(영어판)
  - 레드 전쟁 계획(영어판)